# Fontana di Giò Pomodoro
La fontana di Giò Pomodoro è una composizione monumentale sita a Monza in via Ramazzotti, eseguita nel 1985.
È un'opera scultorea in pietra e si sviluppa, come peraltro altre consimili opere dello scultore marchigiano, come un percorso tra i suoi vari elementi.

In questo caso si articola allineando tre elementi principali: il Sole, la Luna, l’Albero - Spirale proposti come archetipi naturali e universali.

Una serie di cascatelle che originano dall'elemento Luna scorre verso l'elemento Albero, mentre il Sole è collocato su di un basamento posto al centro di una vasca quadrata.

Una rosa dei venti è incisa sul pavimento.